# Nian
Nian (forenklet kinesisk: 年兽; traditionelt kinesisk: 年獸; pinyin: nián shòu), også kaldet nianshou, er navnet på et løvelignende uhyre fra en legende i den kinesiske mytologi.
Ifølge legenden levede uhyret i det skjulte i havet eller i bjergene, men én gang om året dukkede uhyret op og angreb mennesker, særligt børn. En klog mand rådede landsbyboer til at larme ved hjælp af trommer og fyrværkeri samt hænge rødt papir på indgangsdøren til landsbyboernes hjem, da uhyret ville løbe bort ved larm eller synet af farven rød. Det lykkedes at skræmme uhyret væk, og man har siden da fejret, at endnu et år er gået, og det nye år måtte gå uden dette uhyre.
Det kinesiske ord for "år" (年: nián) kommer af uhyrets navn, og navnet indgår også i en af flere forskellige betegnelser for det kinesiske nytår, bl.a. guonian (traditionelt kinesiske: 過年, pinyin: guònián), der kan oversættes direkte til "at overstå" nian (år). For at skræmme Nian væk bruger man også den dag i dag fyrværkeri, kraftige røde farver, højlydte trommeslag og løvedans i forbindelse med fejring af det kinesiske nytår.